# Rafael Brooklynský
Svatý Rafael Brooklynský, také Raphael z Brooklynu (narozen jako Rafael Hawaweeny) byl biskupem ruské pravoslavné církve, pomocným biskupem z Brooklynu, vikářem severoamerické diecéze a hlavou antiochijské syrské křesťanské mise. 
Nejvíce se stal známým tím, že byl prvním pravoslavným biskupem, který byl vysvěcen v Americe, svými oddanými kritikami etnofyletismu, exkluzivismu a řeckého nepotismu ve pravoslavné církvi, svou podporou stavění nových chrámů, a také tím, že byl předchůdcem arabského pravoslavného hnutí a patřil mezi první, kdo integroval východní pravoslavnou církev do multimédií s vůbec prvním časopisem Eastern Orthodoxy.

## Život
Narodil se v současném Libanonu damašským syrsko-arabským (antiochijským řeckým křesťanům) rodičům ortodoxní víry, kteří přišli do Bejrútu prchající před syrskou občanskou válkou v Damašku v roce 1860. Nejprve byl vzděláván na damašské patriarchální škole, která se stala přední řeckou pravoslavnou institucí vyššího vzdělání v Levantě pod vedením Josefa z Damašku. Ve studiu křesťanské teologie pokračoval v patriarchálním semináři Chalki v Konstantinopoli a na Teologické akademii v Kyjevě, Ruské impérium (nyní Kyjev, Ukrajina).
Poté byl otec Rafael poslán do New Yorku v roce 1895 ruským carem Mikulášem II., aby spravoval místní pravoslavnou komunitu, která tehdy zahrnovala hlavně ruské, řecké, rumunské a arabské přistěhovalce, konkrétně v reakci na žádost místních arabsky mluvících ortodoxních křesťanů, kteří prosili o kněze, který by jim mohl sloužit v jejich vlastním jazyce.
V roce 1904 se stal prvním pravoslavným biskupem, který byl vysvěcen v Severní Americe; vysvěcení, neboli chirotonie, byla provedena v New Yorku arcibiskupem Tichonem (Bellavinem) a biskupem Innocentem (Pustýnskym). Rafael sloužil jako pomocný biskup v Brooklynu až do své smrti. 
Během své služby jako pomocný biskup Ruské pravoslavné církve v Americe Raphael založil dnešní Antiochijskou pravoslavnou katedrálu sv. Mikuláše (Brooklyn), založil třicet farností, postavil přes 30 kostelů a pomohl se založením monastýru svatého Tichona Zadonského v Pensylvánii.

## Svatořečení
Rafael byl svatořečen Svatým synodem pravoslavné církve v Americe (OCA) na svém zasedání v březnu 2000. OCA si ho připomíná 27. února, ve výročí jeho smrti, a Antiochijská pravoslavná církev první listopadovou sobotu poblíž synaxise archandělů Michaela, Gabriela, Rafaela a všech nebeských beztělesných mocností.